# Волошина, Ася
Esther Bol, ранее — Ася Волошина (настоящее имя — А́нна Ю́рьевна Воло́шина; род. 23 января 1985, Ростов-на-Дону, Ростовская область, РСФСР, СССР) — российский драматург и современный автор.

## Биография
Родилась 23 января 1985 года в Ростове-на-Дону. Окончила Институт журналистики и литературного творчества в Москве в 2007 году. Далее поехала учиться в Санкт-Петербург, в 2009 году поступила в Санкт-Петербургскую государственную академию театрального искусства на театроведческий факультет. В 2010 параллельно поступила в только что открывшуюся магистратуру под руководством Натальи Степановны Скороход.  В 2013 году получила степень Магистра по специальности «драматургия». До 2022 года жила в Петербурге. 
Публично осудила вторжение России в Украину 24 февраля 2022 года, навсегда покинула родину. После этого имя драматурга было удалено с афиш многих государственных театров. 
В знак тотальности катастрофы, непреодолимости разрыва и невозможности любых форм возвращения поменяла имя.  
По текстам Аси Волошиной было осуществлено около пятидесяти постановок в России (в том числе в МХТ им. Чехова, Александринском театре, БДТ, Театре на Таганке), а также в Польше, во Франции, Литве, Латвии, Эстонии, Чехии, Израиле, Молдове и Уругвае. В настоящее время большинство российских постановок запрещены. Ася Волошина — один из самых заметных драматургов поколения тридцатилетних. 
Через 6 месяцев после начала войны закончила пьесу «Crime», которую считает своим главным текстом.  Пьеса переведена на французский, английский, чешский, поставлена в театрах Праги и Будвы (а так же была представлена в формате читки на фестивале «Эхо Любимовки» в Тель Авиве и Белграде; и в формате авторской читки в Берлине и Ереване). Она  опубликована на английском в журнале Critical Stages/Scènes Critiques  и на чешском в журнале "Svět a divadlo". Французская версия будет опубликована в феврале 2024 издательством Maison d’Europe et d’Orient – Editions l’Espace d’un instant (перевод Gilles Morel).  
Значительную роль в творческой судьбе Волошиной сыграл режиссер Юрий Николаевич Бутусов. В 2016 году в театре им. Ленсовета он сделал акцию по пьесе «Мама»: монолог, написанный от лица 28-летней женщины, он читает сам. В 2018 году он поставил пьесу «Человек из рыбы» на большой сцене Московского Художественного театра им. А. П. Чехова. Спектакль по политическим причинам снят с репертуара в 2022 году.

## Конкурсы и фестивали
- Конкурс «Действующие лица»   — «Антигона: редукция» (2013 год), пьеса опубликована в сборнике «Лучшие пьесы 2013 года». Участвовала в первой сессии «Мастерских Александринского театра».
- Конкурс «Ремарка»  — «Гибнет хор» (2015 год)[11], пьеса заняла первое место в номинации «Северо-Западный Федеральный округ» и второе место в номинации «Мир», была участником режиссёрско-композиторской лаборатории ЦДР «Акустическая читка».
- Конкурс «Новая пьеса для детей» в Александринском театре — «Анна Франк» (2015 год).
- Конкурс «Первая читка» Театрального фестиваля им. А. М. Володина  — «Человек из рыбы» (2017 год).
- Фестиваль «Любимовка» — «Мама» (2016 год).
- Конкурс «Старый конь»  — «Дания тюрьма» (2018 год)[12].
- Российская национальная театральная премия «Золотая Маска» в номинации «Лучшая работа драматурга» — «Дания тюрьма» (2022 год).

## Постановки пьес
- «Агриппина». Драматургическая адаптация и стихотворный текст. Режиссёр Софья Саркисян (Владикавказ, 2012)
- «Le prince aux pieds de fee». Режиссёр Ролан Боннин (Марсель, 2012)
- «Девочка со спичками». Режиссёр Александра Мамкаева (Самара, 2013)
- «Гамлет». Режиссёр Анатолий Праудин. Сценическая редакция (Самара, 2013)
- «#холодное лето». Режиссёр Степан Пектеев (Кудымкар, 2014)
- «Анна Франк». Режиссёр Екатерина Гороховская (Самара, 2014)
- «Гибнет хор». Режиссёр Евгения Богинская (Санкт-Петербург, 2014)[13]
- «Стойкий принц». Режиссёр Ролан Боннин (Пермь, 2015)
- «Анна Франк». Режиссёр Александр Тихонов (Тюмень, 2015)
- «Nie trzeba» [Не надо]. Режиссёр Камила Михалак (Вроцлав, 2015)
- «Игра о Макбете». Режиссёр Мария Селедец (Санкт-Петербург, 2015)
- «Mama Roma». Сценическая версия. Режиссёр Алессандра Джунтини (Омск, 2015)
- «Анна Франк». Режиссёр Анна Соколова (Уфа, 2015)
- «Анна Франк». Режиссёр Виталий Дьяченко (Санкт-Петербрург, 2016)
- «Илиада Одиссея». Режиссёр Виталий Дьяченко (Санкт-Петербург, 2016)
- «Призрак замка К.». Режиссёр Виталий Дьяченко (Кемерово, 2016)
- «Прекращение огня». Режиссёр Елена Бедрак (Санкт-Петербург, 2016)
- «Мама» акция Юрия Бутусова (Санкт-Петербрург, 2016)
- «Гибнет хор». Спектакль лаборатории «Акустическая читка»; художественный руководитель Владимир Панков (Москва, 2017)
- «Пациенты». Режиссёр Виктория Привалова (Москва, 2017)
- «Оптимистическая трагедия». Сценическая версия. Режиссёр Виктор Рыжаков (Санкт-Петербург, 2017)
- «Лицо Земли». Режиссёр Евгения Сафонова (Санкт-Петербург, 2017)
- «Дама с собачкой». Режиссёр Виталий Дьяченко (Петропавловск-Камчатский, 2017)
- «Шинель». Режиссёр Денис Хуснияров (Челябинск, 2017)
- «Мама». Режиссёр Владимир Панков (Москва, 2018)
- «Аппликации». Режиссёр Николай Русских (Хабаровск, 2018)
- «Настя, Настя, Настя». Моноспектакль Татьяны Космыниной (Таллин, 2018)
- «Мама». Режиссёр Денис Хуснияров (Набережные Челны, 2018)
- «Мама». Режиссёр Дмитрий Гомзяков (Томск, 2018)
- «Тело Гектора». Режиссёр Евгения Богинская (Санкт-Петербург, 2018)
- «Дьявол». Режиссёр Денис Хуснияров (Краснодар, 2018)
- «Человек из рыбы». Режиссёр Юрий Бутусов (Москва, 2018)[9]
- «Время, которое». Режиссёр Семён Александровский (Москва, 2018)
- «Мама». Режиссёр Юрий Шехватов (Москва, 2019)
- «Мёртвые души Гоголя». Режиссёр Денис Хуснияров (Санкт-Петербург, 2019)
- «Дама с собачкой». Режиссёр Ринат Кияков (Тюмень, 2019)
- Žmogus iš žuvies". Режиссёр Эгле Шведкаускайте (Вильнюс, 2020)[14]
- «Дания тюрьма». Режиссер Пётр Шерешевский (Санкт-Петербург, 2020)[15]
- «Ад это я». Режиссёр Илья Мощицкий (Центр им. Мейерхольда, Москва, 2020)[16]
- «В поисках утраченного времени: СверЖ/Шение романа» Режиссёр Денис Хуснияров (БДТ. Санкт-Петербург, 2020)[17]
- «Подтвердите, что вы человек». Режиссёр Валентин Левицкий («Театр Поколений», Санкт-Петербург, 2020)[18]
- «Фаза Зеркала». Режиссёр Семён Александровский (Pop-up театр, Санкт-Петербург, 2020)[19]
- «Дания тюрьма». Режиссёр Пётр Шерешевский (Камерный театр Малыщицкого, Санкт-Петербург, 2020)
- «В поисках утраченного времени: СверЖ/Шение романа» Режиссёр Денис Хуснияров (БДТ. Санкт-Петербург, 2020)
- «Подтвердите, что вы человек». Режиссёр Валентин Левицкий (Театр Поколений, Санкт-Петербург, 2020)
- «Фаза Зеркала». Режиссёр Семён Александровский (Pop-up театр, Санкт-Петербург, 2020)
- «Гибнет хор». Режиссер Антон Контушев (Калининград, 2021)
- «Мама». Режиссёр Инара Слуцка (Рижский русский театр им. Чехова. Рига, 2021)
- «В поисках утраченного времени: Сюжет(ы)» Режиссёр Денис Хуснияров (БДТ. Санкт-Петербург, 2021)
- «Tělo to ví». Autoři: Ladislav Železný, Tomáš Soldán (Radio Vltava, Praha, 2022)
- «The Chorus perishing». Director Daria Shamina. (Teatr Fulcro, Tel Aviv, 2022)
- «Mama». Regizorul Dmitri Akrish (Teatrul Republican Luceafarul, Chișinău, 2022)
- «Crime». Ředitel Tomáš Soldán (Meet Factory, Praha, 2023)

## Фильмография
- 2023 — телесериал «Этюды о свободе», реж. Владимир Мирзоев